# The Secrets of Atlantis: The Sacred Legacy
The Secrets of Atlantis: The Sacred Legacy è un'avventura grafica fantasy per PC, sviluppata dalla The Adventure Company e pubblicata dalla Dreamcatcher Interactive il 31 maggio 2007. Si tratta del quinto ed ultimo capitolo della serie di videogiochi iniziata nel 1997 con Atlantis: The Lost Tales.